# Robert Kurz
Robert Kurz (Núremberg, 24 de diciembre de 1943 - ibídem, 18 de julio de 2012) fue un filósofo, escritor y periodista alemán de inspiración marxista. Fue el principal iniciador alrededor de la revista Krisis de la teoría de la crítica del valor.

## Biografía
Robert Kurz estudió filosofía, historia y pedagogía. Es cofundador y editor de la revista teórica: EXIT-Crítica y crisis de la sociedad de la mercancía ("EXIT-Kritik und Krise der Warengesellschaft" ).
El área de sus obras incluye la teoría de la crisis y la modernización, el análisis crítico del sistema del mundo capitalista, la crítica del iluminismo y la relación entre cultura y economía. Difunde sus ensayos con regularidad en periódicos y revistas de Alemania, Austria, Suiza y Brasil. 
Su libro El Colapso de la modernización (1991), editado en Brasil, así como O Retorno de Potemkine (1994) y El último combate (1998) provocaron una fenomenal discusión, no solo en Alemania. Recientemente publicó Schwarzbuch Kapitalismus (El Libro Negro del capitalismo) en 1999, Weltordnungskrieg (La guerra del ordenamiento del mundo), Die Antideutsche Ideologie (La ideología antialemana) en 2003 y Blutige Vernunft (La razón sangrienta) en 2004. Anselm Jappe presentó la nueva crítica del valor al público extranjero en 2003 con su libro Las Aventuras de la mercancía. 
Robert Kurz lleva a cabo una crítica radical del trabajo como fetiche y de la comprensión truncada de la lucha de clases elevada al rango de fantasía metafísica ambos característicos de la ideología marxista tradicional en todas sus tendencias (anarquista, trotskista, leninista, estalinista, socialdemócrata, consejista, etc.). La crítica de Kurz identifica en una socialización especialmente abstracta (el trabajo abstracto), una tautología totalitaria de acumulación del « trabajo muerto » que somete el mundo físico y el mundo social-simbólico a un único principio con forma abstracta. La noción de fetichismo postula un análisis crítico de los principios de socialización totalitarios de la época moderna.

## Obras en español
- Robert Kurz, Anselm Jappe y Claus Peter Ortlieb. El absurdo mercado de los hombres sin cualidades. Logroño: Pepitas de calabaza, 2009.
- Robert Kurz. El colapso de la modernización. Buenos Aires: Marat, 2016.
- Grupo Krisis. Manifiesto contra el trabajo. Barcelona: Virus, 2018.
- Robert Kurz. La sustancia del capital, Madrid, Enclave de Libros, 2021.